# Берестье (музей)
«Бере́стье» (бел. Бярэсце) — уникальный археологический музей в городе Бресте (Беларусь), филиал Брестского областного краеведческого музея. Расположен на мысе, образуемом рекой Западный Буг и левым рукавом реки Мухавец, на территории Волынского укрепления Брестской крепости. Музей был открыт 2 марта 1982 года на месте археологических раскопок, проводившихся с 1968 года под руководством доктора исторических наук П. Ф. Лысенко. В экспозиции и фондах музея хранится в общей сложности 43 тыс. экспонатов.

## Экспозиция
В основе музея — вскрытые остатки детинца древнего Бреста, постройки ремесленного посада XIII века. На территории «Берестья» на глубине 4 м археологами раскопаны улицы, вымощенные деревом, остатки построек различного назначения, находящиеся на площади 1118 м². В экспозиции представлено 28 жилых и хозяйственных бревенчатых строений — одноэтажных срубов из брёвен хвойных деревьев (в том числе два из них сохранились на 12 венцов). Деревянные постройки и детали мостовых были законсервированы специально разработанными синтетическими веществами.
Вокруг вскрытого древнего посада размещена экспозиция, посвящённая жизненному укладу славян, населявших в древности эти места, представлены археологические находки, сделанные в ходе раскопок: изделия из металлов, стекла, дерева, глины, кости, ткани, многочисленные украшения, посуда, детали ткацких станков. Вся экспозиция находится в крытом павильоне площадью 2400 м² современной архитектуры, выстроенном из бетона, стекла и алюминия. Ежегодно музей посещают около 60 тыс. человек.
Поставить разработанный ещё в 1974 году павильон из стекла, алюминия и бетона смогли только после личного вмешательства Председателя Совета Министров СССР А. Н. Косыгина.
На высшем государственном уровне принято решение о реконструкции музея, которая продлится с 2017 по 2019 год и которая посвящена 1000-летию Бреста. Реконструкция предусматривает обновление экспозиции музея, замену крыши, но без установки системы поддержания надлежащего микроклимата для обеспечения сохранности уникальных экспонатов из дерева XI-XIII веков.
В 2020 коллектив музея удостоен Премии Президента Республики Беларусь «За духовное Возрождение» за активную деятельность по сохранению национального культурного достояния и создание обновлённой экспозиции филиала музея.